# Vietnamophryne
Vietnamophryne es un género de anfibios anuros de la familia Microhylidae. Las ranas de este género se distribuyen por Vietnam y el norte de Tailandia, y probablemente se encuentren también en Laos. Tres de las especies que se incluyen en este género fueron descritas científicamente por primera vez en 2018, mientras que otra fue descrita en 2013. Su pariente más cercano es el género Siamophryne.
Son ranas de pequeño tamaño, miden entre 14.2 y 20.5 mm de longitud. Habitan en selvas tropicales de montaña. Al haberse descubierto este género y sus especies recientemente se sabe muy poco de sus preferencias ecolóicas y de su historia natural.

## Especies
Se reconocen las siguientes cuatro especies:
- Vietnamophryne aurantifusca Ninh, Le, Bui, Nguyen, Orlov, Moseyko, Le, Nguyen, Hoang, Ziegler & Nguyen, 2023[2] - Provincia Tuyen Quan, noreste de Vietnam.
- Vietnamophryne inexpectata Poyarkov, Suwannapoom, Pawangkhanant, Aksornneam, Duong, Korost & Che, 2018[1] - Provincia de Gia Lai, centro-sur de Vietnam.
- Vietnamophryne orlovi Poyarkov, Suwannapoom, Pawangkhanant, Aksornneam, Duong, Korost & Che, 2018[1] - Provincia de Cao Bằng, norte de Vietnam.
- Vietnamophryne occidentalis Poyarkov, Suwannapoom, Pawangkhanant, Aksornneam, Duong, Korost & Che, 2018[1] - Provincia de Chiang Rai, norte de Tailandia).